# Сайрус, Трэйс
Трэ́йс Де́мпси Са́йрус (англ. Trace Dempsey Cyrus) (род. 24 февраля 1989) — американский музыкант, гитарист, композитор и вокалист группы «Metro Station». Является владельцем компании «From Backseats to Bedrooms», производящей одежду. Трэйс — приёмный сын певца кантри Билли Рэя Сайруса и старший брат по матери для певицы Майли Сайрус.

## Биография
Трэйс Сайрус родился в Ашленде, штат Кентукки. Мать Трэйса — Летисия «Тиш» Финли Сайрус. Его биологический отец — Бакстер Нил Нельсон, но он был усыновлён Билли Рэем Сайрусом. Он провёл свою юность в гастролях с Билли Рэем. Трэйс — старший (единоутробный) брат Майли Сайрус, звезды телесериала Disney Channel «Ханна Монтана». В интервью MTV он говорил о записи с Майли: «Действительно, я собираюсь спеть в одной из композиций  её следующего альбома. Я не могу сейчас много об этом сказать, но мы будем сотрудничать». У Трэйса много татуировок на руках и груди, включая слова «Stay Gold», татуированные на костяшки пальцев. Трэйс когда-то работал в торговом центре в городе Бербанк, штат Калифорния, прежде чем его выгнали из средней школы в Ла-Каньяда.

## Личная жизнь
Трэйс встречался с певицей и актрисой Деми Ловато с «Disney Channel», но они прекратили свои отношения в июле 2009 года из-за «несовпадения графиков», по словам Трэйса.
С мая 2011 года Трэйс находился в отношениях с актрисой и фотомоделью Брендой Сонг (род.1988). Сейчас пара рассталась.

## Музыкальная карьера

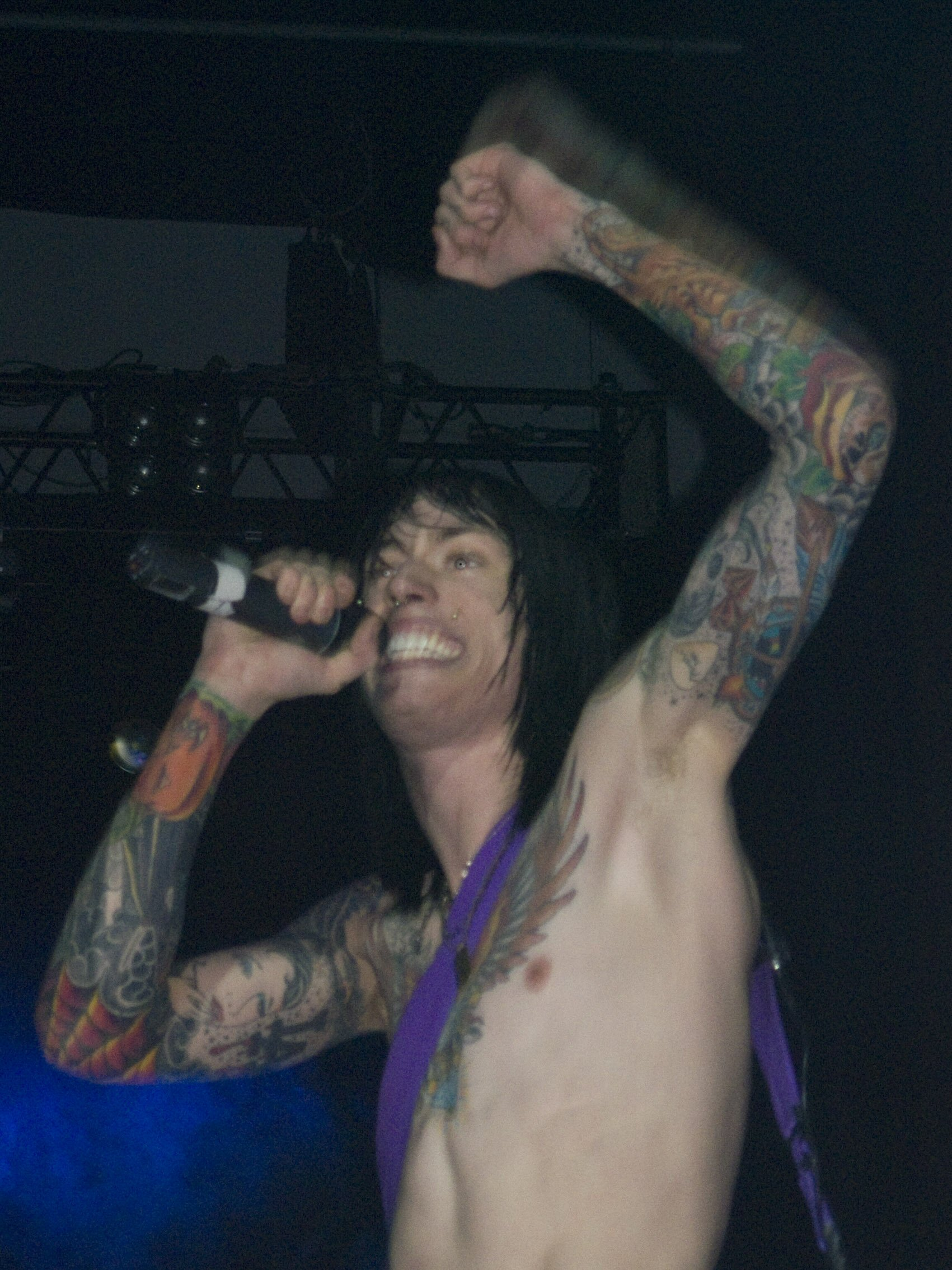
Трэйс Сайрус в Мельбурне, Австралия, февраль 2009

Трэйс Сайрус — вокалист и гитарист электропоп-группы «Metro Station». Он основал группу с Мэйсоном Муссо в начале 2006 года, после того, как их матери их познакомили, так как брат Мэйсона, Митчел, снимался в телесериале «Ханна Монтана». «Columbia Records» подписали контракт с группой после того, как ознакомились с их творчеством на их странице MySpace. Трэйс появился с Мэйсоном Муссо на программе MTV «Total Request Live» 9 июня 2008 года. Их группа вместе с «The Maine» была специальным гостем на концерте «Soundtrack of Your Summer Tour 2008», где выступали также «Boys Like Girls» и «Good Charlotte». В сентябре 2008 года Трэйс появился в музыкальном видео для сингла Билли Рэя Сайруса «Somebody Said a Prayer». Он также является соавтором песни «Country Music Has the Blues» с альбома Билли Рея Сайруса «Wanna Be Your Joe», вышедшего в 2006 году. Песня была создана совместно с Лореттой Линн и Джорджем Джонсом.